# Deductie versus inductie
Bij de bestudering van verschillende argumentatie- of bewijstechnieken is het onderscheid tussen deductie en inductie van belang. Bij deductie wordt veelal (maar niet uitsluitend) een gevolgtrekking gemaakt uit het algemene naar het bijzondere - vanuit de major-premisse wordt met een minor-premisse de conclusie afgeleid of gededuceerd. Inductieve methoden werken veelal (maar niet uitsluitend) andersom, hierbij komt men tot een algemene regel, generalisatie geheten, op grond van een aantal specifieke waarnemingen. Waar bij deductie de gevolgtrekking logisch onvermijdelijk voortvloeit uit de aannames, is bij inductie de gevolgtrekking niet logisch onvermijdelijk, maar waarschijnlijk.
Deductieve en inductieve argumentatietechnieken worden vaak gecombineerd, zoals in de empirische cyclus.

## Deductie
Deductie is een argumentatie- of bewijstechniek. Het bewijs bestaat uit een redenering waarvoor geldt dat de conclusie logisch onvermijdelijk volgt uit de premissen (aannames). Een voorbeeld van een deductie is de toepassing van een algemene regel op een specifieke situatie:
De algemene regel luidt:
Als het regent, wordt alles wat buiten staat nat.
Verder is bekend:
Het regent.
De auto staat buiten.
De logisch onontkoombare conclusie luidt:
De auto wordt nat.
Deductie speelt een centrale rol in formele wetenschappen (waarin de empirie geen rol speelt) zoals de wiskunde en de logica. Deductie speelt tevens een rol in de overige wetenschappen wanneer een strikte bewijsvoering mogelijk en vereist is.
Een deductieve gevolgtrekking kan worden aangevochten door aan te tonen dat de conclusie niet logisch voortvloeit uit de premissen: de conclusie is dan niet bewezen (maar kan toevallig wel juist zijn). Als de conclusie van een deductieve redenering weliswaar logisch volgt uit de premissen maar niettemin onjuist is, moet ten minste een van de premissen onjuist zijn. Empirische weerlegging van een via deductie verkregen gevolgtrekking laat de geldigheid van de redenering dus ongemoeid, maar noopt wel tot een herziening van de premissen.
Indien een niet-geldige deductieve redenering - er zit een logische fout in de afleiding van de conclusie - wel een zekere waarschijnlijkheid heeft, kan deze soms worden opgevat als of herschreven tot een geldige inductieve redenering.

## Inductie
Inductie is een argumentatie- of bewijstechniek die geen logisch onontkoombare conclusie oplevert, maar een conclusie die aannemelijk is, die een zekere waarschijnlijkheid heeft. Het betreft vaak de afleiding van een algemene regel uit een beperkte verzameling specifieke gevallen. Deze vorm van inductie - de enumeratieve (of opsommende) inductie - ziet er als volgt uit: voor het eerste geval geldt A, voor het tweede geval geldt A, voor het derde geval geldt A enzovoort, dus A geldt voor alle overeenkomstige gevallen. De conclusie heeft daarbij ook betrekking op die gevallen die niet in de aannames worden genoemd. Als de conclusie uitsluitend betrekking zou hebben op de in de aannames genoemde gevallen, dan was er sprake van deductie - de conclusie zou dan immers onvermijdelijk zijn. Een voorbeeld van een inductieve redenering.
In een park wordt de kleur van afzonderlijke eenden bekeken.
De eerste eend in het park is bruin.
De tweede eend in het park is bruin.
....
De laatst waargenomen eend in het park is bruin.
De conclusie luidt:
Alle eenden in het park zijn bruin.
Deze conclusie is misschien wel aannemelijk, maar niet logisch onvermijdelijk: er kan een witte eend over het hoofd gezien zijn. Een via inductie verkregen conclusie of gevolgtrekking heeft de mogelijkheid empirisch te worden weerlegd (falsificatie): wie ook maar één witte eend in het park weet te vangen, toont daarmee aan dat de conclusie, hoewel inductief geldig, niettemin onjuist is.
Soms wordt het begrip inductie ten onrechte verengd tot de hierboven beschreven enumeratieve inductie. Naast deze vorm van inductie, bestaan ook andere vormen, zoals de eliminatieve inductie (of inductie door eliminatie): als verschijnsel X niet correleert met mogelijke oorzaken A, B, C, D, F, G ..., maar wel met mogelijke oorzaak E, dan biedt oorzaak E een verklaringsgrond voor X. De analogieredenering is ook een voorbeeld van een inductieve redeneertrant.
Via inductie verkregen conclusies worden vaak ondersteund met een statistische analyse. In het gegeven voorbeeld kan met statistiek bijvoorbeeld aannemelijk gemaakt worden dat de waargenomen bruine eenden een representatieve steekproef vormen van de gehele eendenpopulatie.